# Попудня
Попудня (укр. Попудня) — село в Уманском районе Черкасской области Украины.
Население по переписи 2001 года составляло 861 человек. Почтовый индекс — 19155. Телефонный код — 4746.

## Известные уроженцы
- Липковский, Василий Константинович (1864—1937) — украинский религиозный деятель Украинской Автокефальной Православной Церкви, Митрополит Киевский и всея Руси (1921—1927).
- Зыгмунт Подхорский (1891 — 1960) — генерал Войска Польского, участник Сентябрьской кампании 1939 года, узник немецких концлагерей.

## Местный совет
19155, Черкасская обл., Монастырищенский р-н, с. Попудня, ул. Шевченка, 1